# Sant Salvador de Picamoixons
Sant Salvador de Picamoixons és una església del municipi de Valls (Alt Camp) protegida com a Bé Cultural d'Interès Local.

## Descripció
L'església està situada a la part més antiga de la població. La façana principal dona a una petita plaça i part de l'edifici té construccions annexionades. És d'una nau de cinc trams, amb capelles laterals separades per pilars acabat en capitells decorats amb motius vegetals, que sostenen arcs ogivals, els quals s'expressen exteriorment en grans contraforts. En les capelles s'obren unes finestres ogivals amb vidrieres de colors. La volta de l'església és d'aresta, en la qual les nervadures es troben cobertes d'un estuc gris que les distingeix del color ocre de la resta de l'edifici. La façana exterior acaba en un frontis triangular. L'església respon a un estil neogòtic, derivat tipològicament dels nombrosos exemples de gòtic existents a la regió, amb elements romànics.

## Història
El 1906 s'aixecà l'església de Sant Salvador, a partir del projecte de Ramon Salas, arquitecte de la diòcesi.
Posteriorment, l'arquitecte Francesc Villar i Carmona projectà el campanar, que es va construir als peus de l'església, a la banda dreta.